# Bubble football
Bubble football, bubble soccer (bąbelkowa piłka nożna bądź piłka nożna w bańkach) – sport rekreacyjny, odmiana piłki nożnej.  
Zasady gry są praktycznie takie same jak w tradycyjnym futbolu; zadaniem uczestników jest zdobycie jak największej ilości goli z tą różnicą, że każdy gracz musi mieć na sobie przezroczystą nadmuchiwaną bańkę z tworzywa sztucznego podobną do tej stosowanej w zorbingu lub aquazorbingu. Bańka ta ma zakrywać tułów i głowę gracza. Mecz bubble footballu zwykle rozgrywany jest w dużych pomieszczeniach lub na boiskach. Często jest ozdobą imprez firmowych, wieczorów kawalerskich i przyjęć urodzinowych. Istnieje wiele odmian bubble footballu, takich jak bubble bowling czy bubble sumo.         